# Gare d'Épanvilliers
La gare d'Épanvilliers  est une gare ferroviaire française de la ligne de Paris-Austerlitz à Bordeaux-Saint-Jean, située à Épanvilliers, sur le territoire de la commune de Blanzay, dans le département de la Vienne, en région Nouvelle-Aquitaine.
C'est une station lorsqu'elle est mise en service en 1853 par la Compagnie du chemin de fer de Paris à Orléans (PO). Elle est devenue une halte sans personnel de la Société nationale des chemins de fer français (SNCF) desservie par des trains TER Nouvelle-Aquitaine.

## Situation ferroviaire
Établie à 134 mètres d'altitude, la gare d'Épanvilliers est située au point kilométrique (PK) 378,959 de la ligne de Paris-Austerlitz à Bordeaux-Saint-Jean entre les gares ouvertes d'Anché - Voulon, et de Saint-Saviol.

## Histoire

### Gare de la Compagnie du PO
La station d'Épanvilliers est mise en service le 28 juillet 1853, par la Compagnie du chemin de fer de Paris à Orléans (PO), lorsqu'elle ouvre à l'exploitation la section de Poitiers à Angoulême de sa ligne de Tours à Bordeaux.
Près de onze ans après l'ouverture de la station, le conseil général s'inquiète que « rien n'a été fait pour rendre facile le service et abriter les voyageurs ». Il demande que soit rapidement effectués les travaux d'installation d'une gare car « les terrains nécessaires sont depuis longtemps achetés ».

### Gare de la SNCF
En 2016, il est envisagé de démolir les anciens bâtiments de la gare. Ces bâtiments sont ensuite détruits.
En 2017, le syndicat mixte du SCOT Sud Vienne présente la halte. Sur son territoire c'est celle qui est le moins desservie, il y a trois arrêts quotidiens de TER : un le matin pour Angoulême et un le matin et un l'après midi pour Poitiers. L'équipement du site est sommaire, deux quais dont l'un (celui pour Angoulême) dispose d'un abri neuf, un petit local servant d'abri est à l'abandon et il n'y a pas de parc à vélo. Un souterrain permet le passage sous les voies.

## Fréquentation
De 2015 à 2023, selon les estimations de la SNCF, la fréquentation annuelle de la gare s'élève aux nombres indiqués dans le tableau ci-dessous.
| Année     | 2015  | 2016 | 2017 | 2018 | 2019 | 2020 | 2021  | 2022  | 2023  |
| --------- | ----- | ---- | ---- | ---- | ---- | ---- | ----- | ----- | ----- |
| Voyageurs | 1 149 | 773  | 590  | 609  | 740  | 770  | 1 428 | 1 450 | 1 220 |

## Services voyageurs

### Accueil
Halte ferroviaire SNCF, c'est un point d'arrêt non géré (PANG), équipé de deux quais avec abris et un passage sous voies pour passer d'un quai à l'autre.

### Dessertes
Épanvilliers est desservie par des trains du réseau TER Nouvelle-Aquitaine de la relation Poitiers – Angoulême.

### Intermodalité
Le stationnement des véhicules est possible à proximité.